# Lennart Risberg
Kurt Lennart Risberg, född 16 april 1935 i Stockholm, död 4 september 2013 i Eskilstuna, var en svensk boxare. Som amatörboxare deltog han bland annat i de olympiska sommarspelen i Melbourne 1956. Han tävlade för BK Örnen.

## Biografi
Risberg började sin idrottsbana som backhoppare i Enskede men bytte som 17-åring sport, ditlockad av en kamrat. Han inledde sin amatörkarriär 1952 och hann under sex års tid med att bli svensk mästare i lätt tungvikt vid två tillfällen (1956 och 1958) samt nordisk mästare (1958). Under amatörkarriären representerade han Sverige vid 11 boxningslandskamper och vann sin match vid alla 11 tillfällena. Han blev professionell boxare 1958.
Risberg, som fick smeknamnet Söders Dempsey, vann 25 av totalt 32 proffsmatcher under sin karriär, varav nio var vinster på knock-out. De mest kända matcherna var den mot Willie Pastrano på Stockholms Stadion den 6 augusti 1961, och den mot Carl "Bobo" Olson den 3 juni 1962. Han var även med och sparrade mot Ingemar Johansson inför dennes VM-matcher i tungvikt mot Floyd Patterson.
Risberg deltog i de olympiska sommarspelen i Melbourne 1956, där han blev utslagen i första omgången av polacken Andrzej Wojciechowski efter att ringdomaren hade stoppat matchen i 3:e ronden.

### Efter boxningen
Risberg slutade med boxningen år 1965. I november 1990 blev han stormästare i Lars-Gunnar Björklunds frågeprogram Supersvararna.
Lennart Risberg bodde under senare år i Mariefred. Han är begravd på Katarina kyrkogård i Stockholm.